# Équipe de Finlande de curling
L'équipe de Finlande de curling est la sélection qui représente la Finlande dans les compétitions internationales de curling.
En 2017, l'équipe nationale est classé comme nation numéro 12 chez les hommes et 14 chez les femmes.

## Palmarès et résultats

### Palmarès masculin
Titres, trophées et places d'honneur
- Jeux Olympiques Hommes depuis 1924
  - Meilleur résultat : 2ème
  - 1 fois deuxième en 2006

| Jeux olympiques     | Classement | Skip                   | Third        | Second          | Lead           | Remplaçant        |
| ------------------- | ---------- | ---------------------- | ------------ | --------------- | -------------- | ----------------- |
| Nagano 1998         | NC         | NC                     | NC           | NC              | NC             | NC                |
| Salt Lake City 2002 | 5e         | Markku Uusipaavalniemi | Wille Mäkelä | Tommi Häti      | Jari Laukkanen | Pekka Saarelainen |
| Turin 2006          | Argent     | Markku Uusipaavalniemi | Wille Mäkelä | Kalle Kiiskinen | Teemu Salo     | Jani Sullanmaa    |
| Vancouver 2010      | NC         | NC                     | NC           | NC              | NC             | NC                |
| Sotchi 2014         | NC         | NC                     | NC           | NC              | NC             | NC                |
| Pyeongchang 2018    | NC         | NC                     | NC           | NC              | NC             | NC                |

- Championnats du monde Hommes depuis 1959
  - Meilleur résultat : 3ème
  - 2 fois troisième en 2000, 1998

### Palmarès féminin
Titres, trophées et places d'honneur
- Championnats du monde Femmes depuis 1998 (6 participation(s))
  - Meilleur résultat : 8e Round Robin

### Palmarès mixte
Titres, trophées et places d'honneur
- Jeux Olympiques Hommes depuis 2018
  - Meilleur résultat : 8e en 2018

| Jeux olympiques  | Classement | Femme       | Homme          |
| ---------------- | ---------- | ----------- | -------------- |
| Pyeongchang 2018 | 8e         | Oona Kauste | Tomi Rantamäki |

- Championnat du Monde Doubles Mixte depuis 2015
  - Meilleur résultat : 7ème de groupe de qualification

### Palmarès curling en fauteuil
| Jeux paralympiques | Classement | Skip               | Third             | Second             | Lead             | Remplaçant      |
| ------------------ | ---------- | ------------------ | ----------------- | ------------------ | ---------------- | --------------- |
| Turin 2006         | NC         | NC                 | NC                | NC                 | NC               | NC              |
| Vancouver 2010     | NC         | NC                 | NC                | NC                 | NC               | NC              |
| Sotchi 2014        | 10e        | Markku Karjalainen | Tuomo Aarnikka    | Vesa Hellman       | Sari Karjalainen | Mina Mojtahedi  |
| Pyeongchang 2018   | 11e        | Sari Karjalainen   | Yrjo Jaaskelainen | Markku Karjalainen | Vesa Leppanen    | Riitta Sarosalo |